# ニッキー・リトル
ニッキー・リトル（Nicky Little、1976年9月13日 - ）はニュージーランド出身のフィジーのラグビー選手。ポジションはスタンドオフ。イタリア・スーペル10のペトラルカ・ラグビーに所属。オールブラックスで活躍したウォルター・リトルの甥。

## 来歴
1994年にフィジーでプロデビューし、1996年フィジー代表入りを果たす。
同年、スーパー12のクルセイダーズで活躍。
1999年よりイングランドのセール・シャークスを皮切りに欧州に活躍の場を移す。2006年より現在のペトラルカに所属。
ワールドカップには1999年大会より3大会連続で出場している。